# Stomatium
Genre
Classification phylogénétique
Stomatium Schwantes est un genre de plante de la famille des Aizoaceae.
Stomatium Schwantes, in Z. Sukkulentenk. 2: 175 (1926)
Type : Stomatium suaveolens Schwantes ; Lectotypus [Schwantes, in Z. Sukkulentenk. 3: 105 (1927)]

## Liste des espèces
- Stomatium acutifolium L.Bolus
- Stomatium agninum Schwantes
- Stomatium alboroseum L.Bolus
- Stomatium angustifolium L.Bolus
- Stomatium beaufortense L.Bolus
- Stomatium braunsii L.Bolus
- Stomatium bryantii L.Bolus
- Stomatium deficiens L.Bolus
- Stomatium difforme L.Bolus
- Stomatium duthieae L.Bolus
- Stomatium ermininum Schwantes
- Stomatium fulleri L.Bolus
- Stomatium geoffreyi L.Bolus
- Stomatium gerstneri L.Bolus
- Stomatium grandidens L.Bolus
- Stomatium integrum L.Bolus
- Stomatium jamesii L.Bolus
- Stomatium latifolium L.Bolus
- Stomatium lesliei (Schwantes) Volk
- Stomatium leve L.Bolus
- Stomatium loganii L.Bolus
- Stomatium meyeri L.Bolus
- Stomatium middelburgense L.Bolus
- Stomatium murinum (Haw.) Schwantes ex H.Jacobsen
- Stomatium musculinum Schwantes
- Stomatium mustellinum Schwantes
- Stomatium niveum L.Bolus
- Stomatium patulum L.Bolus ex H.Jacobsen
- Stomatium paucidens L.Bolus
- Stomatium peersii L.Bolus
- Stomatium pluridens L.Bolus
- Stomatium pyrodorum L.Bolus
- Stomatium resedolens L.Bolus
- Stomatium ronaldii L.Bolus
- Stomatium rouxii L.Bolus
- Stomatium ryderae L.Bolus
- Stomatium suaveolens Schwantes
- Stomatium suricatinum L.Bolus
- Stomatium trifarium L.Bolus
- Stomatium villetii L.Bolus
- Stomatium viride L.Bolus